# Bergfeld
Bergfeld är en kommun och ort i Landkreis Gifhorn i förbundslandet Niedersachsen i Tyskland.
Kommunen ingår i kommunalförbundet Samtgemeinde Brome tillsammans med ytterligare sex kommuner.